# Dubăsari
Dubăsari (bzw. russisch Дубоссары Dubossary; ukrainisch Дубоссари Dubossary) ist eine Bezirksstadt am Dnister in Transnistrien bzw. Moldau. Mit knapp 26.000 Einwohnern ist sie nach Tiraspol, Bender und Rîbnița die viertgrößte Stadt Transnistriens und Bezirkshauptstadt des Rajon Dubossary. Dubăsari liegt verkehrsgünstig, weil sich hier die Nord-Süd-Verbindung M4, die Hauptstraße Transnistriens von Tiraspol nach Rîbnița, und die Ost-West-Verbindung M21 von Chișinău nach Odessa kreuzen.

## Geschichte
Der Name der Stadt stammt von der Pluralform des alten rumänischen Worts dubăsar, „Bootsmann“ ab, das sich wiederum aus dubă, „kleines hölzernes Boot“, ableitet.
Dubăsari ist eine der ältesten Siedlungen in Moldau. Gegenstände aus der Steinzeit und Grabhügel, vermutlich skythischen Ursprungs, wurden im Umkreis gefunden. Erste Erwähnung fand die moderne Siedlung Dubăsari zu Beginn des 16. Jahrhunderts als Siedlung moldauischer Bauern. Sie wurde 1792 Teil des Russischen Reiches und bekam 1795 das Stadtrecht zugesprochen. Bis 1920 gehörte die Stadt zum Gouvernement Cherson.
Von 1924 bis 1940 war Dubăsari Teil der Moldauischen Autonomen Sozialistischen Sowjetrepublik, die eine Untereinheit der Ukrainischen SSR (innerhalb der Sowjetunion) darstellte. Im Zuge der Industrialisierung der Sowjetunion, in der Phase vor dem Zweiten Weltkrieg, wurde Schwerindustrie angesiedelt. Nachdem die Sowjetunion infolge des Hitler-Stalin Pakts ihren Herrschaftsbereich bis an den Pruth ausgeweitet hatte, wurde Dubăsari Teil der neu gestalteten Moldauischen Sozialistischen Sowjetrepublik (MSSR).
Während des Kriegs gegen die Sowjetunion, den Rumänien an der Seite NS-Deutschlands bestritt, wurde Dubăsari von Rumänien besetzt und Teil des Besatzungsgebiets Transnistrien. In diesem Gebiet kamen durch deutsche und rumänische Verbände etwa 185.000 Juden und Roma ums Leben. In Dubăsari und Umgebung wurden im Herbst 1941, je nach Schätzung, zwischen 6.000 und 18.000 Juden ermordet und viele weitere deportiert. Im Sommer 1944 wurde die Stadt wieder von sowjetischen Truppen eingenommen.
In der sowjetischen Zeit entwickelte sich Dubăsari zu einem der wichtigsten Wirtschaftsstandorte im nordöstlichen Moldau. Zwischen 1951 und 1954 wurde in der Stadt ein Wasserkraftwerk errichtet, das den größten Teil des Stroms für die gesamte MSSR lieferte.
Ab 1989 arbeitete Moldau immer stärker auf eine Loslösung von der Sowjetunion hin. Der moldauisch-rumänische Nationalismus gewann massiv an Bedeutung, was schließlich in der Abschaffung des Russischen als Zweiter Amtssprache des Landes gipfelte. Im Osten Moldaus, dem heutigen Transnistrien, spricht die Mehrheit der Bevölkerung Russisch und tendierte zu einem Verbleib bei der Sowjetunion. Dort wurden die Forderungen nach einer Loslösung von Moldau oder zumindest umfassender Autonomie immer lauter.
In Dubăsari kam es zu Protesten gegen die nationalistische Politik der moldauischen Regierung, welche darauf mit Härte reagierte. Ende 1990 wurden in der Stadt drei jugendliche Demonstranten von der Polizei erschossen und 16 weitere verletzt. Die Lage spitzte sich immer weiter zu und entwickelte sich nach der endgültigen Auflösung der Sowjetunion Ende 1991 zu einem bewaffneten militärischen Konflikt, dem Transnistrien-Konflikt. Im Frühjahr 1992 begann ein offener Krieg zwischen Moldau und Transnistrien, das mittlerweile auf vollständige Unabhängigkeit als eigener Staat hinarbeitete.
Dubăsari und seine Vororte waren aufgrund der zentralen Lage und der wirtschaftlichen Relevanz einer der Hauptgefechtsorte dieses Konflikts. Die Region um Dubăsari war der einzige Teil der Front, an der es der moldauischen Armee gelang, signifikante Erfolge gegen transnistrische Truppen zu erzielen. So konnte der Vorort Cocieri und der Stadtteil Corjova eingenommen werden, Dubăsari selbst verblieb aber in transnistrischer Hand. Die Infrastruktur der Stadt erlitt während der Kämpfe erhebliche Schäden, die Bevölkerung sank von 35.530 im Jahr 1989 auf nur noch etwa 23.650 im Jahr 2004 (allerdings ohne den Stadtteil Corjova, der von Moldau kontrolliert wird). Inzwischen stabilisierte sich die Einwohnerzahl wieder, sie betrug 2010 knapp 26.000. Seit Ende des Konflikts wird die Stadt vom de facto unabhängigen Transnistrien kontrolliert. Die heutige Grenze zwischen Transnistrien und Moldau verläuft direkt durch die Stadt.

## Bevölkerung
1989 betrug die Einwohnerzahl 35.530, darunter 15.414 Moldauer, 10.718 Ukrainer, 8.087 Russen und 1.587 Angehörige anderer ethnischer Abstammung. Nach dem Zensus von 2004 in Transnistrien hatte die Stadt nur noch 23.650 Einwohner, darunter 8.954 Moldauer, 8.062 Ukrainer, 5.891 Russen und 743 Angehörige anderer ethnischer Abstammung.

## Wirtschaft
Von 1951 bis 1954 wurde ein Damm und das 48 MW Wasserkraftwerk Dubossarskaya GES in Dubăsari errichtet, das einen Großteil der Energieversorgung der Moldauischen Sozialistischen Sowjetrepublik übernahm und auch heute für Transnistrien von großer Bedeutung ist.

## Bilder

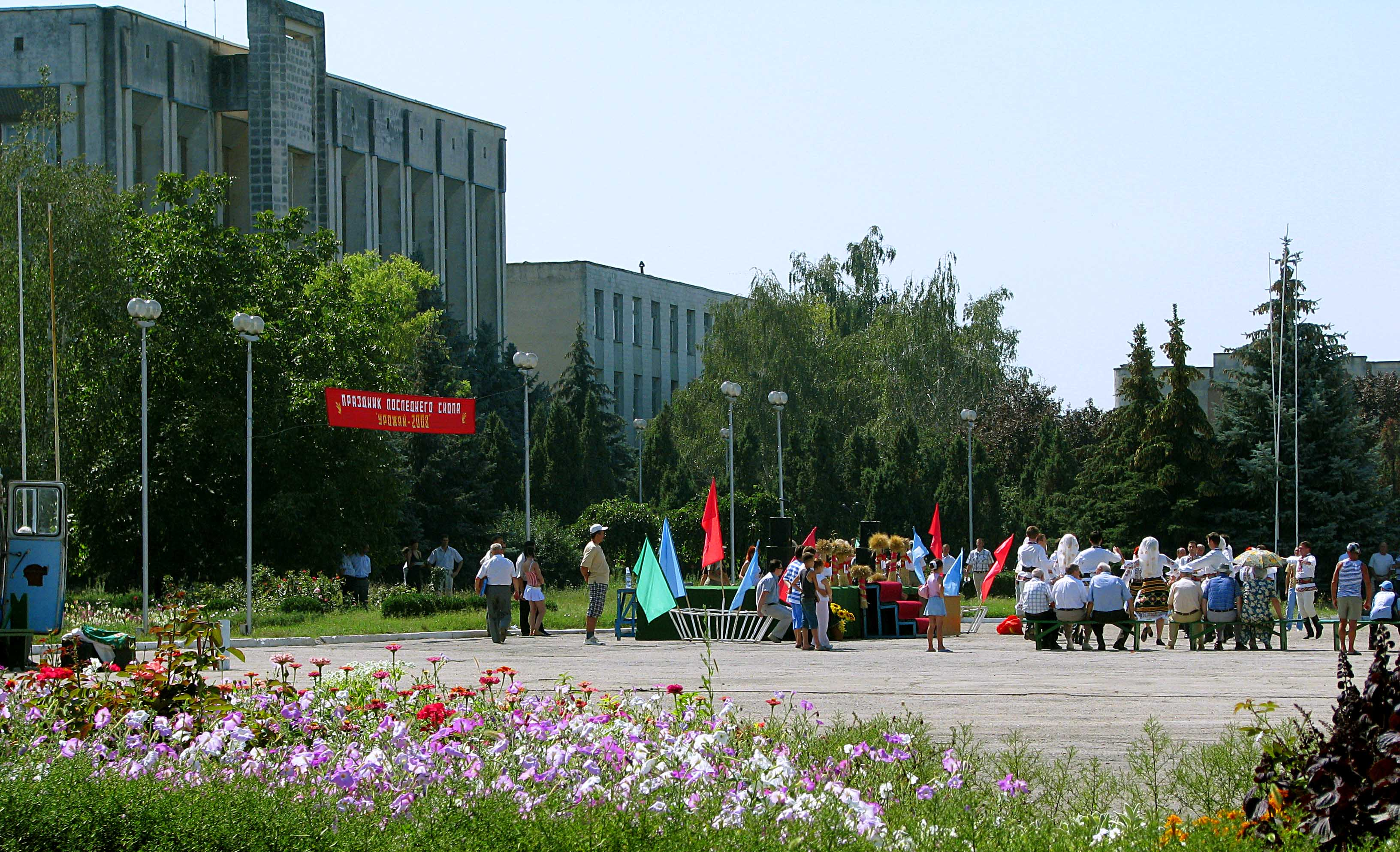
Zentrum
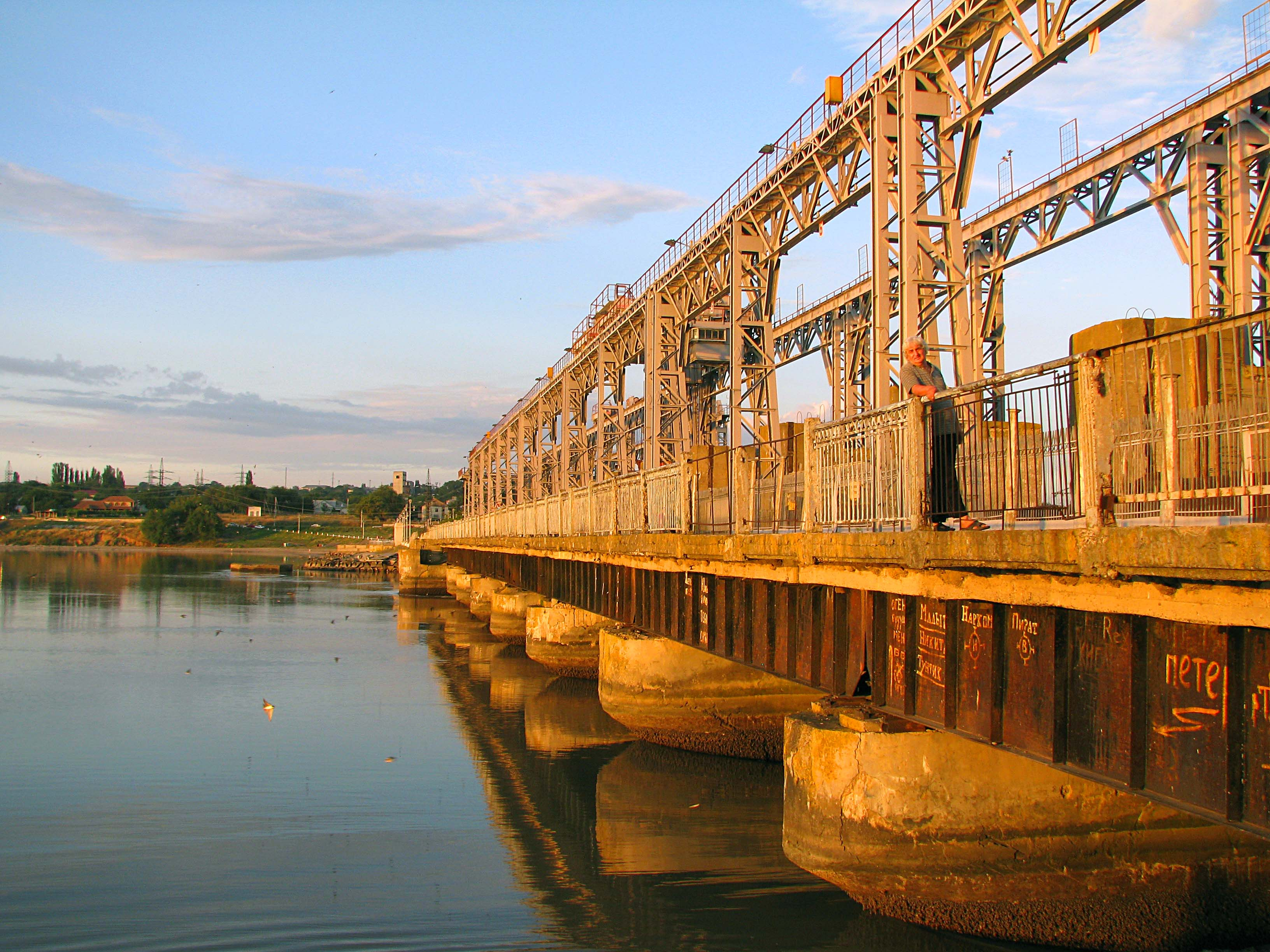
Brücke über den Dnister
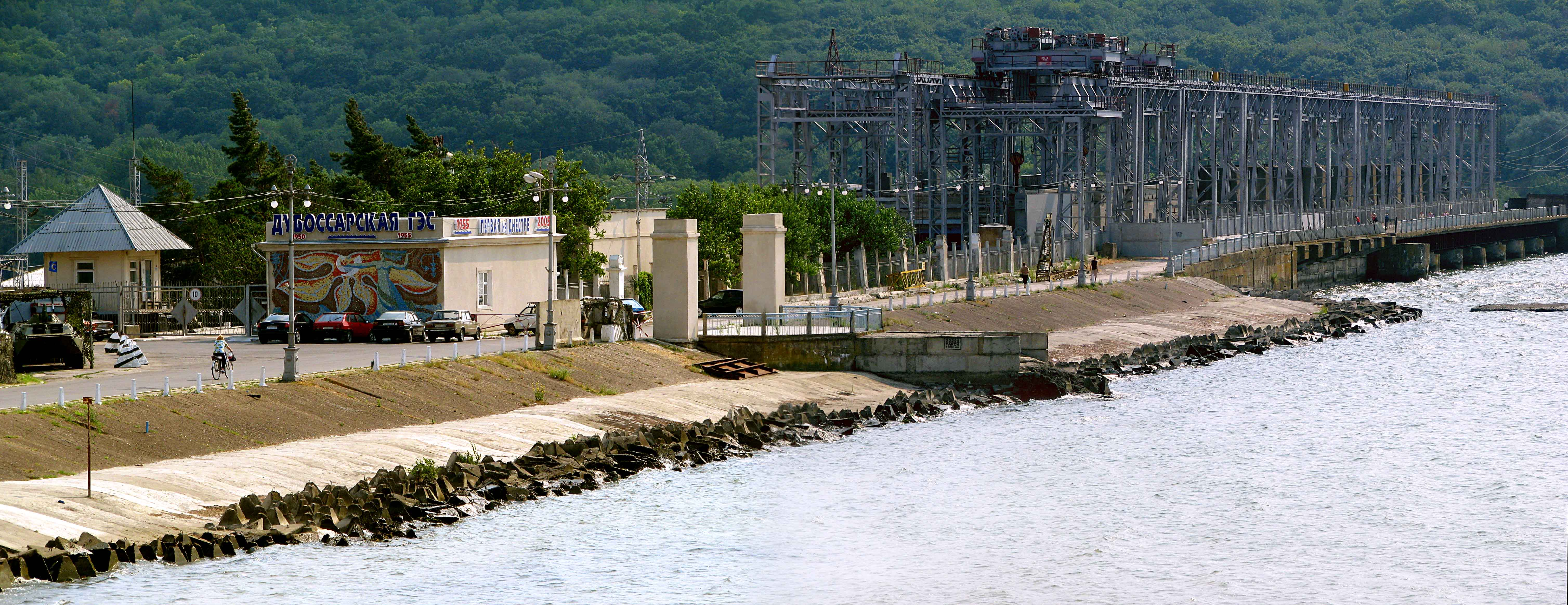
Wasserkraftwerk Dubossarskaya GES
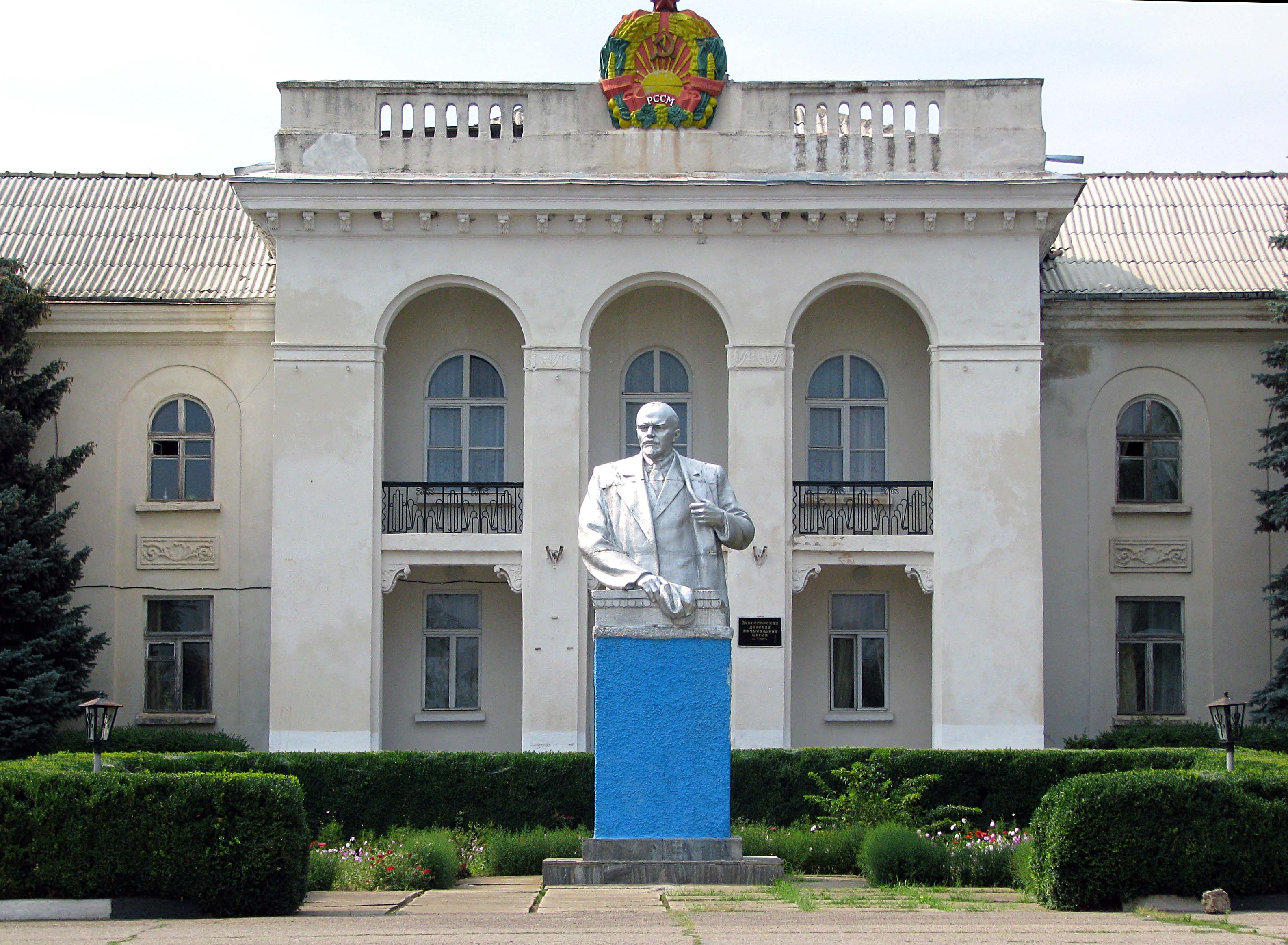
Lenin-Denkmal

## Söhne und Töchter der Stadt
- Vasile Iovv (* 1942 im Stadtteil Corjova), stellvertretender Ministerpräsident Moldaus von 2005 bis 2009
- Larisa Timchina (* 1966), Biathletin
- Mychajlo Ochendowskyj (* 1973), Vorsitzender der Zentralen Wahlkommission der Ukraine
- Anna Odobescu (* 1991), Sängerin